# Hot Dog on a Stick
A Hot Dog on a Stick é uma empresa de fast food fundada por Dave Barham em Santa Monica, Califórnia, em 1946, e que mais tarde se expandiu para centros comerciais e centros comerciais. Em 2014, a empresa foi adquirida pelo Global Franchise Group (a empresa de gestão estratégica de marcas por detrás da Great American Cookies, Marble Slab Creamery e Pretzelmaker) com sede em Atlanta, Geórgia. Sob a alçada do GFG, a marca abriu novas localizações em todo o país e passou para o espaço de franchising.

## História
A primeira loja Hot Dog on a Stick abriu na localização original de Muscle Beach, junto ao Pier de Santa Mônica, em Santa Mônica, Califórnia, em 1946, servindo limonada e corn dogs em palitos às pessoas na praia. O segundo local abriu no final dos anos 50 no Pacific Ocean Park (também por vezes estilizado como "P.O.P." e que não deve ser confundido com o atual Pacific Park Pier em Santa Monica) em Santa Mônica, Califórnia. Em 1962, foi aberto um terceiro local no Pier de Redondo Beach, que continua a ser o único local de propriedade independente com o nome "Craig's Hot Dog on a Stick". Mais tarde, o Hot Dog on a Stick expandiu-se e tornou-se uma grande cadeia alimentar. Atualmente, o Hot Dog on a Stick tem apenas 35 estabelecimentos nos Estados Unidos, situados principalmente em centros comerciais regionais populares. Existem também locais franqueados a nível internacional, na Coreia e em Xangai, na China.

Em 28 de junho de 2021, o Global Franchise Group anunciou que seria adquirido pela FAT Brands, proprietária da Fatburger e da Johnny Rockets. A aquisição foi concluída em 22 de julho.